# Оґа Норіо
О́ґа Норіо́ (яп. 大賀典雄, おおがのりお, МФА: [oːga noɾʲi.o]; 29 січня 1930 — 23 квітня 2011) — японський підприємець, президент (від 1982) і голова ради директорів (1989—1995) компанії Sony. Популяризатор формату CD. Розширив діяльність Sony в сфері музики, кіно та комп'ютерних ігор.

## Біографічні відомості
Оґа Норіо народився 29 січня 1930 в місті Нумадзу, Сідзуока. Він почав працювати в Sony в 1953 році, ще будучи студентом Токійського університету мистецтв, де вчився на оперного співака.  Додатково Оґа пройшов курс навчання у Берлінському університеті мистецтв, який закінчив у 1957-му
У середині 1950-тих Норіо як баритон почав виступати у опері, і йому знадобилась якісна апаратура звукозапису. Він відправив до Sony листа, критикуючи продукцію компанії і пояснюючи, чого він очікує від магнітофонів Sony. Керівники компанії Ібука Масару та Моріта Акіо зацікавилися молодим співаком. Його спочатку запросили на співбесіду, а потім запропонували роботу.
У 1970-і роки Норіо очолював підрозділ компанії CBS Sony Records, який пізніше перетворилося в Sony Music Entertainment. Він брав участь у проектах зі створення компакт-дисків, а пізніше керував проектом створення мінідисків. Норіо був одним з родоначальників формату компакт-дисків. У ході роботи над форматом CD саме Норіо наполіг на діаметрі 12 см (замість пропонованих розробниками 10 см), оскільки в цьому випадку він вміщав 75 хвилин — саме стільки тривала його улюблена Дев'ята симфонія Бетховена. Норіо також ініціював розробку компактної відеокамери для 8-міліметрової плівки, легшої і дешевшої за ту, що випускалася раніше.
У 1988 році Sony купила в США одну з найбільших компаній звукозапису — CBS Records, що потім стала називатися Sony Music Entertainment чи Sony Records. А через рік — одну з провідних американських кіностудій Columbia Pictures.
У 1988-му, будучи вже президентом Sony, Норіо Оґа очолив те, що пізніше стало називатися Sony Corp of America.  Генеральним директором корпорації його обрали в 1989 році. Під керівництвом Норіо Sony вивела на ринок гральну консоль PlayStation. Відомо також, що він придумав логотип Sony. Норіо очолював Sony до 1995, після чого продовжував залишатися головою ради директорів до 2000 року. До останнього дня він обіймав посаду старшого радника в Sony.
Сильне враження на громадськість справляла і зовнішність цієї людини. Замість традиційної японської статечності він демонстрував відчутну життєрадісність. У цей час ніколи сором'язлива Японія завойовувала світ, і Норіо Ога всім своїм виглядом і манерами немов підкреслював новий образ батьківщини.
Крім роботи в Sony, Норіо професійно займався класичною музикою. Незважаючи на зайнятість, Норіо Оґа намагався не залишати сцену. У 1993-му він керував оркестром Метрополітен-опера в рамках благодійної акції, а з 1999-го обіймав посаду голови Філармонічного оркестру Токіо, з яким виступав кілька разів на рік.